# Andreï Andreïevitch de Russie
Succession
Prétendant au trône de Russie
31 décembre 2016 – 28 novembre 2021
(4 ans, 11 mois et 7 jours)
Andreï Andreïevitch Romanov (en russe : Андре́й Андре́евич Рома́нов), prince de Russie, né le 21 janvier 1923 à Londres et mort le 28 novembre 2021 à Inverness (Californie), appartient à la maison de Holstein-Gottorp-Romanov et est prétendant au trône de Russie. Il est considéré par une partie des monarchistes russes comme le chef de la maison impériale de Russie du 31 décembre 2016 à sa mort. L'autre prétendante au trône est sa cousine Maria Vladimirovna Romanova (née en 1953).

## Famille

### Filiation
Il est le second fils et le troisième enfant du prince Andreï Alexandrovitch de Russie et d'Elisabetta Ruffo, des ducs italiens de Sasso-Ruffo. Andreï Andreïevitch est par sa grand-mère paternelle, la grande-duchesse Xenia Alexandrovna de Russie, le petit-neveu de Nicolas II de Russie. Il est également un descendant de roi Christian IX de Danemark.

### Mariages et descendance
Le 9 septembre 1951, Andreï Andreïevitch épouse à San Francisco Elena Constantinovna Dourneva (1927-1992), fille de Constantin Dournev, dont il divorce en 1959.
Un enfant est né de cette union :
- Alexeï Andreïevitch Romanov, dit de Russie (né en 1953), qui épouse Zoetta Leisy (née en 1956), sans postérité[4].

Le 21 mars 1961, Andreï Andreïevitch de Russie épouse en secondes noces à San Francisco Katleen Norris (1935-1967), fille de Frank Norris.
Deux enfants sont nés de cette union :
- Pierre Andreïevitch de Russie, en 1961 ;
- Andreï Andreïevitch de Russie, en 1963, qui épouse en 1989 Élisabeth Flores (née en 1964), fille d'Armand Flores, d'où est né un enfant.

Veuf, Andreï Andreïevitch de Russie épouse en troisièmes noces, en 1987 Inez Storer, née Bachelin en 1933.

## Biographie
Andreï Andreïevitch de Russie fait ses études à l'Imperial Service College (en) à Windsor. Lors de la Seconde Guerre mondiale, le prince sert dans la Royal Navy.
En 1949, Andreï Andreïevitch quitte la Grande-Bretagne pour s'installer aux États-Unis où il exerce, pendant quelque temps, la profession de charpentier. Le 20 décembre 1954, le prince prend la nationalité américaine. Il réside à Inverness en Californie et réalise des œuvres d'art qu'il expose dans différents lieux du monde. En 2006, il écrit une autobiographie intitulée The Boy who would Be Tsar, ouvrage illustré par ses propres dessins.
Le prince est un membre de l'Association de la famille Romanov, dont sa demi-sœur la princesse Olga Andreïevna de Russie (née en 1950) est la présidente de 2017 à 2023. Le 17 juillet 1998, Andreï Andreïevitch assiste avec d'autres membres de la famille Romanov aux funérailles de Nicolas II, dernier empereur de Russie.
Le 31 décembre 2016, à la mort de son cousin Dimitri Romanovitch de Russie, il se proclame chef de la Maison impériale de Russie et est reconnu comme tel par ses partisans. Tout comme ses cousins avant lui, il ne reconnaît pas la princesse Maria Vladimirovna de Russie comme chef de la famille.

## Généalogie
Andreï Andreïevitch de Russie appartient à la quatrième branche issue de la première branche de la Maison d'Oldenbourg-Russie (Holstein-Gottorp-Romanov), elle-même issue de la première branche de la Maison d'Holstein-Gottorp. Ces trois branches sont issues de la première branche de la Maison d'Oldenbourg. Par sa grand-mère, la grande-duchesse Xenia Alexandrovna de Russie, Andreï Andreïevitch de Russie est l'arrière-petit-fils de l'empereur Alexandre III de Russie et le petit-neveu de Nicolas II de Russie, par son grand-père le grand-duc Alexandre Mikhaïlovitch de Russie, le prince est le descendant de l'empereur Nicolas Ier de Russie.